# Simeone Tagliavia d'Aragonia
 (juin 2017).
- Si vous ne connaissez pas le sujet, laissez ce bandeau (vous pouvez alors contacter les auteurs).
- Si vous supprimez le contenu mis en cause (vous pouvez préalablement contacter les auteurs),

argumentez précisément cette suppression dans la page de discussion
(un manque de référence n'est pas un argument ; une recherche réelle de référence doit avoir été effectuée, être formellement documentée).
Pour les articles homonymes, voir Tagliavia et Aragonia.
Simeone Tagliavia d'Aragonia (né au château de Veaziano en Sicile, Italie, le 20 mai 1550 et mort à Rome le 20 mai 1604) est un cardinal italien du XVIe siècle et du début du XVIIe siècle.

## Repères biographiques
Simeone Tagliavia d'Aragonia étudie à l'université d'Alcala de Henares et est abbé.
Le pape Grégoire XIII le crée cardinal lors du consistoire du 12 décembre 1583.
Le cardinal Tagliavia d'Aragonia ne participe pas au conclave de 1585, lors duquel Sixte V est élu pape. Il participe aux conclaves de 1590 (élection d'Urbain VII et de Grégoire XIV), au conclave de 1591 (élection d'Innocent IX) et à celui de 1592 (élection de Clément VIII). Il est l'auteur de Constitutiones pro cleri et populi reformatione, Sermones sacri in synodis habiti et Explanatio nonullorum decretorum pontificium.